# Рівнинні ліси Нігерії
Рівнинні ліси Нігерії (ідентифікатор WWF: AT0123) — афротропічний екорегіон тропічних та субтропічних вологих широколистяних лісів, розташований на південному заході Нігерії та на крайньому південному сході Беніну.

## Географія
Екорегіон рівнинних лісів Нігерії охоплює південно-західні області Нігерії, а також невелику територію на південному сході Беніну, в районі міста Порто-Ново. На північ і захід від регіону поширені гвінейські лісосавани. На заході лісосавани виходять до узбережжя Гвінейської затоки, формуючи Дагомейський розрив, який розділяє ліси Верхньої Гвінеї та ліси Нижньої Гвінеї, частиною яких є рівнинні ліси Нігерії. Східною межею екорегіону є річка Нігер, яка розділяє рівнинні ліси Нігерії та Кросс-Нігерські перехідні ліси. В дельті Нігеру, на південний схід від регіону, поширені заболочені ліси дельти Нігеру. В прибережних районах на південному заході Нігерії поширені центральноафриканські мангри.
Південна частина екорегіону розташована на похилій, дещо горбистій прибережній рівнині, на якій подекуди трапляються інзельберги (стрімкі скелясті пагорби, сформовані стародавніми кристалічними породами). Середня висота регіону становить 150 м над рівнем моря. Вона поступово збільшується з півдня на північ. З геологічної точки зору в регіоні переважають докембрійські породи кристалічного фундаменту. Вони часто оголюються на півночі, але на півдні є вкриті товстим шаром третинних осадових порід, таких як Бенінські піски. Основними ґрунтами екорегіону є червоні та червоно-жовті фералітні ґрунти, які зазвичай є добре дренованими, помірно або сильно вилугованими та мають низький або середній вміст гумусу. В межах екорегіону протікає кілька річок, зокрема Огун, Осун, Оян та Єва. Жодна з них не впадає безпосередньо в море, натомість вони впадають у вузькі лимани, які простягаються вздовж усього узбережжя від дельти Нігеру до Беніну.

## Клімат
В межах екорегіону переважає саванний клімат (Aw за класифікацією кліматів Кеппена).  Середньорічна кількість опадів коливається від 2000-2500 мм на півдні регіону до 1500-2000 мм на півночі регіону. Сухий сезон триває протягом трьох місяців, з грудня по лютий. Середньомісячна кількість опадів протягом сухого сезону становить 50 мм.

## Флора і фауна
Лісові угруповання екорегіону змінюються відповідно до клімату та ґрунтів. На півдні регіону поширені дощові ліси, а на півночі — мішані листопадні ліси. Останні зазнали значного антропогенного тиску, зокрема в них регулярно спалахували викликані людиною пожежі. Наразі значна частина цих лісів представляє собою лісопарк.
У дощових лісах на півдні регіону переважають дерева з родин Бобові (Fabaceae) та Мелієві (Meliaceae), зокрема різні види брахістегій (Brachystegia spp.), ентандрофрагм (Entandrophragma spp.) та гуарей (Guarea spp.), а також габонські цилікодіскуси (Cylicodiscus gabunensis), бальзамові пріорії (Prioria balsamifera), африканські зеленосердечники (Piptadeniastrum africanum), івуарійські хаї (Khaya ivorensis) та конголезькі горіхи (Lovoa trichilioides).
Дощові ліси, поширені на півдні регіону, різняться за типом ґрунтів. В лісах, що ростуть на Бенінських пісках, глибоких і дуже дренованих ґрунтах, переважають різні види хаєвих дерев (Khaya spp.) та гуареєвих дерев (Guarea spp.), а також різноколючкові сенегалії (Senegalia ataxacantha) та різні види ліан, зокрема Calamus deerratus. В підліску цих лісів ростуть різноманітні трави. На кристалічному фундаменті ростуть більш густі ліси, де також зустрічаються хаї, однак гуареї переважно відсутні. Також в них домінують дерева котібе (Nesogordonia papaverifera) та африканські чорні горіхи (Mansonia altissima), які відсутні в інших лісах. В підліску цих лісів ростуть різноманітні кущі, зокрема паслін Вельвіча (Solanum welwitschii). Третій тип лісів поширений на краю боліт, а також на територіях, де раніше були болота або мангрові ліси. Ці ліси є менш густими та мають бідний підлісок. В них переважають невисокі дерева, зокрема науклеї Дідерріха (Nauclea diderrichii), івуарійські хаї (Khaya ivorensis), івуарійські еритрофлеуми (Erythrophleum ivorense), габонські клайнедокси (Klainedoxa gabonensis) та пишні терміналії (Terminalia superba), а також різновид брахістегії Brachystegia eurycoma.
У більш посушливій північній частині екорегіону переважають дерева з родин Стеркулієві (Sterculiaceae), Шовковицеві (Moraceae) та Ільмові (Ulmaceae), зокрема різні види колових дерев (Cola spp.), птеригот (Pterygota spp.), тропічних каштанів (Sterculia spp.), фікусів (Ficus spp.) та каркасів (Celtis spp.), а також африканські чорні горіхи (Mansonia altissima), дерева котібе (Nesogordonia papaverifera), твердосмолисті тріплохітони (Triplochiton scleroxylon), африканські анчари (Antiaris toxicaria subsp. africana), африканські тикові дерева (Milicia excelsa) та великі голоптелії (Holoptelea grandis).
Незважаючи на чіткі біогеографічні кордони, якими є річка Нігер та Дагомейський розрив, рівень ендемізму екорегіону рівнинних лісів Нігерії низький, особливо в порівнянні з іншими рівнинними лісовими екорегіонами Західної і Центральної Африки. Однак деякі рослинні комплекси, в яких поєднані флористичні елементи верхньогвінейських та нижньогвінейських лісів, вважаються унікальними.

## Фауна
Серед поширених в регіоні ссавців слід відзначити північного бушбока (Tragelaphus scriptus), китицевуху свиню (Potamochoerus porcus), сітатунгу (Tragelaphus spekii), дуїкера Вальтера (Philantomba walteri), чорного дуїкера (Cephalophus niger), жовтоспинного дуїкера (Cephalophus silvicultor), мавпу Мона (Cercopithecus mona) та білоносу мавпу (Cercopithecus nictitans). Також тут зустрічаються рідкісні лісові слони (Loxodonta cyclotis) та нігерійсько-камерунські шимпанзе (Pan troglodytes ellioti). Ендеміком регіону є рудочерева мартишка (Cercopithecus erythrogaster), представлена двома підвидами. На півночі регіону, в лісопарковій зоні поблизу Ібаданського університету мешкають ендемічні нігерійські малімби (Malimbus ibadanensi). Іншими ендеміками регіону є нігерійські скельні гекони (Ancylodactylus petrodroma) та жаби Перрета (Sclerophrys perreti).

## Збереження
Екорегіон рівнинних лісів Нігерії є одним з найбільш густонаселених в Африці, причому його населення постійно зростає. В його межах розташовані такі міста, як Лагос (в агломерації якого мешкає 21 млн людей), Ібадан (6 млн людей) та Бенін-Сіті (понад 1 млн людей). Ще до початку XX століття ліси екорегіону були сильно фрагментованими. Незважаючи на те, що значну частину лісів було оголошено заповідними територіями, на більшості з них продовжувалося полювання, вирубка деревини та облаштування каучукових плантацій.
Оцінка 2017 року показала, що 11 757 км², або 11 % екорегіону, є заповідними територіями. Природоохоронні території включають: Національний парк Окому, Лісовий заповідник Омо та Лісовий заповідник Акуре-Офосу в Нігерії.